# Rozgrywka (brydż)
Rozgrywka – zasadnicza część gry w brydża. Celem rozgrywającego jest zrealizowanie wylicytowanego kontraktu (wzięcie takiej liczby lew, jaka wynika z licytacji). Celem obrońców jest przeszkodzenie rozgrywającemu, mogą to osiągnąć m.in. dzięki prawidłowemu wistowi.
W czasie tej fazy obowiązuje następujące starszeństwo figur: A>K>D>W>10>9>....>2. Obowiązuje dodawanie do koloru. Jeżeli gracz nie ma do koloru, to może przebić lewę atutem (atut spełnia funkcję najstarszej karty) bądź dołożyć kartę innego koloru. Między atutami również obowiązuje zwykłe starszeństwo figur. Jeżeli gra się "bez atu", to atutów nie ma.
Gracz z najstarszą kartą w kolorze pierwszego wyjścia w lewie lub z najstarszym atutem w lewie bierze rzeczoną lewę, po czym rozpoczyna następną. Rozgrywający, jeżeli wziął lewę w dziadku, to następnego wyjścia musi również dokonać z dziadka.
Techniki wykorzystywane przy rozgrywce to liczenie własnych lew, rozliczanie rąk przeciwników, różne rodzaje impasów, parada oraz przymusy.
Po zakończeniu rozgrywki zlicza się lewy obu stron i sprawdza, czy kontrakt został ugrany. Lewy poniżej zadeklarowanej liczby to lewy wpadkowe, a lewy powyżej zadeklarowanej liczby to nadróbki.  W zależności od miana kontraktu i wziętej liczby lew oblicza się liczbę punktów zdobytych przez strony. Podstawą do obliczania liczby punktów jest zapis brydżowy.